# Cónsul de Portugal

## Cónsul de Portugal
El Cónsul de Portugal es un Cargo que ostenta un representante del Máximo representante del Poder en Portugal en un País Receptor. Esta Posición es muy antigua en Portugal ya que no se limita a los mandatos que ha tenido la República, sino que desde antaños, los monarcas de Portugal enviaban representantes a los países del mundo y estos eran recibidos cuando estos presentaban sus cartas credenciales.

## Historia
La Diplomacia de Portugal posee larga data y  se puede dividir en dos: Historia de la Diplomacia en la Época de la Monarquía y la época de la Diplomacia de la República.

## Mandato
Generalmente la monarquía delegaba el Servicio Consular a familias de la nobleza y a sus descendientes, que nacían en las tierras donde estos eran delegados con la misma nacionalidad del cónsul.

## Lista de Cónsules de Portugal por País

### Tercera República Portuguesa (1974-)
| Primer Ministro                     | Primer Ministro                      | Primer Ministro | Inicio                   | Fin                      | Elecciones (Gobierno)      | Partido                                                              | Presidente (periodo)            | Presidente (periodo)               |
| ----------------------------------- | ------------------------------------ | --- | ------------------------ | ------------------------ | -------------------------- | -------------------------------------------------------------------- | ------------------------------- | ---------------------------------- |
| Junta de Salvación Nacional (1974)  |                                      | |                          |                          |                            |                                                                      |                                 |                                    |
|                                     |                                      | Junta de Salvación Nacional Asume de forma interina funciones de la Presidencia del Estado y del Jefe del Gobierno | 25 de abril de 1974      | 16 de mayo de 1974       | -                          | Independiente                                                        |                                 | Junta de Salvación Nacional (1974) |
| Gobiernos provisionales (1974-1976) |                                      | |                          |                          |                            |                                                                      |                                 |                                    |
|                                     |                                      | Adelino da Palma Carlos (1905-1992)                                                                                | 16 de mayo de 1974       | 18 de julio de 1974      | - (I)                      | Independiente                                                        |                                 | António de Spínola (1974           |
|                                     |                                      | Vasco dos Santos Gonçalves (1922-2005)                                                                             | 18 de julio de 1974      | 19 de septiembre de 1975 | 1975 (II) (III) (IV) (V)   | Independiente                                                        |                                 | António de Spínola (1974           |
|                                     | Francisco da Costa Gomes (1974-1976) | Vasco dos Santos Gonçalves (1922-2005)                                                                             | 18 de julio de 1974      | 19 de septiembre de 1975 | 1975 (II) (III) (IV) (V)   | Independiente                                                        |                                 |                                    |
|                                     |                                      | José Baptista Pinheiro de Azevedo (1917-1983)                                                                      | 19 de septiembre de 1975 | 23 de junio de 1976      | - (VI)                     | Independiente                                                        |                                 |                                    |
|                                     |                                      | Vasco de Almeida e Costa (1932-2010) Presidente interino                                                           | 23 de junio de 1976      | 23 de julio de 1976      | - (VI)                     | Independiente                                                        |                                 |                                    |
|                                     | António Ramalho Eanes (1976-1986)    | Vasco de Almeida e Costa (1932-2010) Presidente interino                                                           | 23 de junio de 1976      | 23 de julio de 1976      | - (VI)                     | Independiente                                                        |                                 |                                    |
| Gobiernos constitucionales (1976-)  |                                      | |                          |                          |                            |                                                                      |                                 |                                    |
|                                     |                                      | Mário Soares (1924-2017)                                                                                           | 23 de julio de 1976      | 29 de agosto de 1978     | 1976 (I)(II)               | Partido Socialista con Centro Democrático Social                     |                                 |                                    |
|                                     |                                      | Alfredo Nobre da Costa (1923-1996)                                                                                 | 29 de agosto de 1978     | 22 de noviembre de 1978  | - (III)                    | Independiente (nombramiento presidencial)                            |                                 |                                    |
|                                     |                                      | Carlos da Mota Pinto (1936-1985)                                                                                   | 22 de noviembre de 1978  | 1 de agosto de 1979      | - (IV)                     | Independiente (nombramiento presidencial)                            |                                 |                                    |
|                                     |                                      | Maria de Lourdes Pintasilgo (1930-2004)                                                                            | 1 de agosto de 1979      | 3 de enero de 1980       | - (V)                      | Independiente (nombramiento presidencial)                            |                                 |                                    |
|                                     |                                      | Francisco Sá Carneiro (1934-1980)                                                                                  | 3 de enero de 1980       | 4 de diciembre de 1980†  | 1979 (VI) 1980 -           | Partido Social Demócrata (Alianza Democrática)                       |                                 |                                    |
|                                     |                                      | Diogo Freitas do Amaral (1941-) Primer Ministro interino                                                           | 4 de diciembre de 1980   | 9 de enero de 1981       | 1979 (VI) 1980 -           | Centro Democrático Social (Alianza Democrática)                      |                                 |                                    |
|                                     |                                      | Francisco Pinto Balsemão (1937-)                                                                                   | 9 de enero de 1981       | 9 de junio de 1983       | - (VII)- (VIII)            | Partido Social Demócrata (Alianza Democrática)                       |                                 |                                    |
|                                     |                                      | Mário Soares (1924-2017)                                                                                           | 9 de junio de 1983       | 6 de noviembre de 1985   | 1983 (IX)                  | Partido Socialista con Partido Social Demócrata                      |                                 |                                    |
|                                     |                                      | Aníbal Cavaco Silva (1939-)                                                                                        | 6 de noviembre de 1985   | 28 de octubre de 1995    | 1985 (X)1987 (XI)1991(XII) | Partido Social Demócrata                                             |                                 |                                    |
|                                     |                                      | Aníbal Cavaco Silva (1939-)                                                                                        | 6 de noviembre de 1985   | 28 de octubre de 1995    | 1985 (X)1987 (XI)1991(XII) | Partido Social Demócrata                                             | Mário Soares (1986-1996)        |                                    |
|                                     |                                      | António Manuel de Oliveira Guterres (1949-)                                                                        | 28 de octubre de 1995    | 6 de abril de 2002       | 1995 (XIII)1999 (XIV)      | Partido Socialista                                                   |                                 |                                    |
|                                     |                                      | António Manuel de Oliveira Guterres (1949-)                                                                        | 28 de octubre de 1995    | 6 de abril de 2002       | 1995 (XIII)1999 (XIV)      | Partido Socialista                                                   | Jorge Sampaio (1996-2006)       |                                    |
|                                     |                                      | José Manuel Durão Barroso (1956-)                                                                                  | 6 de abril de 2002       | 17 de julio de 2004      | 2002 (XV)                  | Partido Social Demócrata con CDS – Partido Popular                   |                                 |                                    |
|                                     |                                      | Pedro Santana Lopes (1956-)                                                                                        | 17 de julio de 2004      | 12 de marzo de 2005      | - (XVI)                    | Partido Social Demócrata con CDS – Partido Popular                   |                                 |                                    |
|                                     |                                      | José Sócrates (1957-)                                                                                              | 12 de marzo de 2005      | 21 de junio de 2011      | 2005 (XVII)2009 (XVIII)    | Partido Socialista                                                   |                                 |                                    |
|                                     |                                      | José Sócrates (1957-)                                                                                              | 12 de marzo de 2005      | 21 de junio de 2011      | 2005 (XVII)2009 (XVIII)    | Partido Socialista                                                   | Aníbal Cavaco Silva (2006-2016) |                                    |
|                                     |                                      | Pedro Passos Coelho (1964-)                                                                                        | 21 de junio de 2011      | 26 de noviembre de 2015  | 2011 (XIX)2015 (XX)        | Partido Social Demócrata con CDS – Partido PopularPortugal al Frente |                                 |                                    |
|                                     |                                      | Pedro Passos Coelho (1964-)                                                                                        | 21 de junio de 2011      | 26 de noviembre de 2015  | 2011 (XIX)2015 (XX)        | Partido Social Demócrata con CDS – Partido PopularPortugal al Frente | Marcelo Rebelo de Sousa (2016-) |                                    |
|                                     |                                      | António Costa (1961-)                                                                                              | 26 de noviembre de 2015  |                          | - (XXI)                    | Partido Socialista                                                   |                                 |                                    |